# 韓国の医療

OECD各国の一人あたり保健支出（青は公的、赤は私的）

韓国の医療（かんこくのいりょう、Health care in Korea）では単一支払者制度によるユニバーサルヘルスケアが実現されており、保険者は国民健康保険公団である。
韓国人の平均寿命は81.1歳であり、OECD平均を1歳ほど上回っている。GDPに占める保健支出は7.4 % 、公費負担率は57 %であった。人口千人あたり医師数は2.0人であった。自らを健康と考える人は少なく、OECD中で下から2位であった（日本は最下位）。
韓国社会は少子化が進んでおり、2014年の1000人あたり出生率は8.26人、これは世界で5番目の低さであった（日本は下から3番目）。

## 医療制度

OECD各国の財源別保健支出。
水色は政府一般歳出、紫は社会保険、赤は自己負担、橙は民間保険、緑はその他

韓国では1988年に社会保険組合方式のユニバーサルヘルスケアが整備された。その後2000年に各保険者は統合され、国民健康保険公団（National Health Insurance Service、NHIS）が引き受ける単一支払者制度となった。財源は保険料であり、加えて一般税収も投入されている。また2008年からは介護保険制度が開始され、財源は保険料と国庫であり、保険者は国民健康保険公団である。
実際の保険料は、地域保険では2011年平均で世帯あたり月額6万2103ウォン（4784円）ほど。低所得者向けの医療給付（公的扶助）も存在する。
医療情報化も進んでおり、診療報酬請求はEDI化されている。またレセプトは健康保険審査評価院（Health Insurance Review and Assessment Service、HIRA、건강보험심사평가원）により電子的に審査される。
韓国のITを活用した医薬品効用レビュー制度は、OECD中で最も広範囲なシステムであると評価されており、このシステムにより各個人の処方について、既存の処方薬との衝突の有無をチェックされる。
医療の質については、National Evidencebased Health Care Collaborating Agency (NECA) が存在するが、その影響力は限られている。

## 主な診療科の研修医定員確保率
韓国政府・保険福祉省によると2024年前期募集分の診療科の研修医定員確保率は診療分野ごとに大きくことなり、眼科、皮膚科、美容外科は100%であるのに対し、内科は95%、外科は80%、産婦人科は63%、小児科に至っては26%となっている。

## 人口1000人当たりの医師数
2023年10月に保健福祉省が発表したデータによると、人口1000人当たりの医師数はソウルがトップで3.47人、京畿道が1.76人、慶尚北道が1.39人などとなっており、地域により医師数が大きく異なる。

## 課題
日本と同様に過剰診療、病床過多と社会的入院が指摘されている。人口一人あたりの受診回数はOECDで最多、人口あたり病床数は日本に次いで2位、平均入院日数は日本に次いで2位であった。また自殺率の高さも指摘され、OECDで1位であった。精神病棟の入院日数の長期化も指摘されている。

OECD諸国の人口あたり医師数(横軸)と一人あたり年間受診回数(縦軸)
OECD諸国の人口あたりベット数（機能別）
OECD諸国の精神障害による平均入院日数。